# CCC Polsat/2006
Deze pagina geeft een overzicht van de CCC Polsat wielerploeg in 2006. 

## Algemeen
Sponsors: CCC
Ploegleiders: Krzywy Zbigniew, Jacek Bodyk

## Renners
| Naam              | Geboortedatum | Nationaliteit | Ploeg 2005                  |
| ----------------- | ------------- | ------------- | --------------------------- |
| Piotr Chmielewski | 18-09-1970    | Polen         | Action-Ati                  |
| Adrian Faltyn     | 24-05-1982    | Polen         | Knauf Team                  |
| Mateusz Mróz      | 09-01-1980    | Polen         | Amore & Vita-Beretta-Polska |
| Mariusz Olesek    | 20-05-1987    | Polen         | Neo                         |
| Artur Przyzdział  | 07-07-1983    | Polen         | Neo                         |
| Stanislav Rudoj   | 12-07-1980    | Oekraïne      | Neo                         |
| Tomasz Stepniak   | 27-01-1987    | Polen         | Neo                         |
| Paweł Szaniawski  | 24-03-1981    | Polen         | Grupa PSB                   |
| Adam Wadecki      | 23-12-1977    | Polen         | Action-Ati                  |
| Piotr Wadecki     | 11-02-1973    | Polen         | Action-Ati                  |
| Marek Wesoly      | 04-01-1978    | Polen         | Skil-Moser                  |

## Belangrijke overwinningen
| Memorial Andrzeja Trochanowskiego Winnaar: Piotr Chmielewski Bałtyk-Karkonosze-Tour 4e etappe: Paweł Szaniawski Ronde van Mazovië 3e etappe: Marek Wesoly |

2000 · 2001 · 2002 · 2003 · 2004 · 2005 · 2006 · 2007 · 2008 · 2009 · 2010 · 2011 · 2012 · 2013 · 2014 · 2015 · 2016 · 2017 · 2018 · 2019 · 2020